# 1979年電子遊戲界

## 商业
- 新公司：
  - 动视
  - Infocom
  - Strategic Simulations
  - Edu-Ware Services, Inc.
  - On-Line Systems，后来的雪乐山在线
- 美国街机市场盈利15亿美元[1]。

## 知名发行

### 游戏
街机
- 10月 － 南梦宫发行《大蜜蜂》。
- 11月 － 雅达利发行Ed Logg和Lyle Rains设计的《爆破彗星》。
- 11月 － Vectorbeam发行《Tail Gunner》，这是款第一人称视角太空射击游戏。
- 12月 － 任天堂发行《Radar Scope》，其采用伪三维第三人称视角。
- Cinematronics发行《Warrior》游戏。
- 雅达利发行《月球冒险》。

电脑
- 8月 － Automated Simulations（Epyx）发行《Temple of Apshai》，这是家用电脑上最早的图形角色冒险游戏之一[2]。游戏在1982年前保持最畅销电脑RPG记录[3]。
- 10月 － subLOGIC在Apple II上发行《模拟飞行》。游戏后来（1982年）由微软发行。
- 理查德·加里奥特为Apple IIe制作了电脑角色扮演游戏《Akalabeth》。加里奥特从此开始职业生涯，游戏亦是大获成功的创世纪系列的先驱者。
- 理查德·巴特尔和罗伊·杜博萧创作了首款公认可玩的MUD[4]。

家用机
- 12月 － 雅达利程序员沃伦·罗比内特在雅达利2600上发行了《魔幻历险》。游戏被视作首款视觉冒险和动作冒险游戏，也只已知最早的电子游戏彩蛋之一。

### 硬件
电脑
- 6月 － 德州仪器发行了TI-99/4家用电脑。
- 9月 － 日本电器发行了PC-8000系列家用电脑的首款产品，PC-8001。

家用机
- 美泰兒在加利福尼亚弗雷斯诺对游戏机Intellivision市场测试。主机于1980年在全美发行。

掌机
- 11月 －米尔顿布拉德利发行了最早的掌上游戏机，Microvision。
- 任天堂的横井军平开始开发掌上游戏机Game & Watch，该家族从1980年开始上市。